# Kirk Kerkorian
Kerkor „Kirk” Kerkorian (n. 6 iunie 1917 – d. 15 iunie 2015) a fost un om de afaceri, investitor și filantrop american de origine armeană. El a fost președinte și director general al Tracinda Corporation, companie cu sediul în Beverly Hills, California. Kerkorian a avut un rol important în modelarea Las Vegasului, fiind considerat alături de arhitectul Martin Stern, Jr. drept „părintele mega-resorturilor”. Este cunoscut pentru construirea celor mai mari hoteluri din Las Vegas de atunci: Hotel International (deschis în 1969), MGM Grand Hotel (1973) și MGM Grand (1993). A cumpărat studioul de film Metro-Goldwyn-Mayer în 1969.
De origine armeano-americană, Kerkorian a donat peste 1 miliard de dolari în scopuri caritabile în Armenia prin intermediul Fundației Lincy, care a fost înființată în 1989 și care și-a concentrat eforturile pe reconstruirea nordului Armeniei, după cutremurul din 1988. Kerkorian a finanțat și un film despre Genocidul Armean, intitulat „The Promise”, a cărui premieră a avut loc în Statele Unite în aprilie 2017. În anul 2000 revista Time l-a numit al zecelea cel mai mare donator din Statele Unite. Kerkorian a fost declarat cetățean de onoare al Armeniei de către președintele Robert Kocharyan în septembrie 1998. Același Kocharyan i-a acordat titlul de Erou Național al Armeniei, cea mai înaltă distincție a statului, în mai 2004.

## Primii ani
Kerkor Kerkorian s-a născut la 6 iunie 1917, în Fresno, California, din părinți imigranți de origine armeană. Prima limbă pe care a învățat-o a fost armeana, recunoscând că „nu a învățat limba engleză, până când a început să iasă prin cartier”. Familia lui s-a mutat la Los Angeles în urma crizei economice din 1920-1921. Abandonând școala în clasa a VIII-a, Kerkorian a devenit boxer amator sub tutela fratelui său mai mare, Nish Kerkorian, luptând sub numele de „Rifle Right Kerkorian” (ro: o dreaptă ca o pușcă) și câștigând centura Campionatului Pacificului de box amator la categoria semimijlocie. Kirk Kerkorian mai avea o soră mai mare, Rose Kerkorian.

## Cariera de afaceri

### Aviație
Simțind faptul că cel de-al Doilea Război Mondial va izbucni curând, și nedorind să se alăture infanteriei, Kerkorian a învățat să piloteze la Happy Bottom Riding Club
din deșertul Mojave. În schimbul lecțiilor de zbor primite de la pionierul în aviație Pancho Barnes, a fost de acord să aibă grijă de vite și să le mulgă.
După ce și-a obținut certificatul de pilot comercial în șase luni, Kerkorian a aflat că Forțele Aeriene Regale Britanice încercau să treacă cu avioanele canadiene De Havilland DH.98 Mosquito peste Atlanticul de Nord, până în Scoția. Rezervorul acestor aeronave avea suficient combustibil pentru 1.400 mile (2.300 km), în timp ce călătoria spre Scoția era de 2.200 mile (3.500 km). În loc să aleagă un traseu mai sigur, Montreal–Labrador–Groenlanda–Islanda–Scoția (deși, mergând mai departe spre nord ar fi putut duce la înghețarea și deformarea aripilor și în cele din urmă la prăbușirea avionului); Kerkorian a preferat ruta mai directă denumită „Valul Islandei”, care oferea un impuls avioanelor spre Europa, însă acesta nu era constant și putea duce la prăbușirea aeronavei. Deși unii susțin că unul din patru avioane nu reușeau să ajungă la destinație, rata reală de reușită era mai apropiată de unul din patruzeci. În mai 1944, Kerkorian și comandantul său John de Lacy Wooldridge au zburat pin val și au depășit vechiul record de traversare. Wooldridge a ajuns în Scoția în șase ore și 46 minute; Kerkorian, în șapte ore și nouă minute. În doi ani și jumătate cu RAF Ferry Command, Kerkorian a livrat 33 de avioane, a pilotat mii de ore, a călătorit pe patru continente și a zburat pentru prima dată în viața sa cu un avion cu patru motoare.
După război, după ce a economisit majoritatea salariilor primite, Kerkorian a cheltuit 5.000 de dolari pe un avion Cessna. A lucrat ca pilot de aviație generală, și a făcut prima sa vizită în Las Vegas în 1944. După ce și-a petrecut mult timp în Las Vegas în timpul anilor 1940, Kerkorian a renunțat la jocurile de noroc și în 1947 a plătit 60.000 de dolari pentru Trans International Airlines, o companie aeriană de mici dimensiuni care opera curse tip charter, care transporta jucători de la Los Angeles la Las Vegas. Apoi Kerkorian a licitat pe câteva bombardiere rămase din timpul războiului, folosind bani împrumutați de la familia Seagram. În acea perioadă benzina, dar mai ales combustibilul de avion, erau greu de găsit, așa că a vândut combustibilul din rezervoarele avioanelor, cu care și-a plătit împrumutul, și a rămas în profit cu avioanele. A condus compania aeriană până în 1968, când a vândut-o pentru suma de 104 milioane de dolari companiei Transamerica Corporation.

### Las Vegas
În 1962, Kerkorian a cumpărat 80 acri (32 ha), în Las Vegas, de-a lungul bulevardului „Las Vegas Strip” de la Flamingo cu 960.000$. Această achiziție a dus la construirea resortului Caesars Palace, care a închiriat terenul de la Kerkorian; chiria și eventuala vânzare a terenului spre Caesars în 1968 i-au adus lui Kerkorian un profit de nouă milioane de dolari.
În 1967, el a cumpărat 82 acri (33 ha) de teren pe Paradise Road în Las Vegas pentru 5 milioane de dolari și, împreună cu arhitectul Martin Stern, Jr., a construit International Hotel, care la acea vreme era cel mai mare hotel din lume; primii doi interpreți care au cântat pe marea scenă de la Showroom Internationale au fost Barbra Streisand și Elvis Presley. Presley a adus 4.200 de clienți (potențiali jucători), depășind în acest timp toate recordurile de spectatori din istoria comitatului Clark. Kerkorian, prin intermediul firmei International Leisure, a cumpărat și Hotelul Flamingo; în cele din urmă ambele hoteluri au fost vândute către Hilton Hotels Corporation și au fost redenumite Las Vegas Hilton și Flamingo Hilton.
După ce a achiziționat studioul de film Metro-Goldwyn-Mayer în 1969, Kerkorian (cu arhitectul Martin Stern Jr.) a deschis MGM Grand Hotel and Casino, care era mai mare decât Empire State Building și care era cel mai mare hotel din lume la acea vreme. Pe 21 noiembrie 1980, primul MGM Grand a fost mistuit de flăcări într-un incendiu considerat drept unul dintre cele mai grave dezastre din istoria Las Vegasului. Departamentul de pompieri din comitatul Clark a raportat 84 de morți; au fost 87 de decese în total, cu trei dintre acestea survenind mai târziu la spital, ca urmare a rănilor din incendiu. După doar 8 luni de la incendiu, MGM Grand a fost redeschis. La aproape trei luni de la incendiul de la MGM, și Las Vegas Hilton a suferit aceeași soartă, opt oameni pierzându-și viața în incendiul de aici.
În 1986, Kerkorian a vândut hotelurile MGM Grand din Las Vegas și Reno pentru 594 de milioane de dolari către Bally Manufacturing. Hotelul din Las Vegas a fost ulterior redenumit Bally's. Desprins din Metro-Goldwyn-Mayer, MGM Resorts International deține și operează mai multe proprietăți, printre care Bellagio, actualul MGM Grand, Mirage, New York-New York, Circus, Circus, Mandalay Bay, Luxor, Excalibur, Monte Carlo și complexul CityCenter din Las Vegas, deschis în 2009.
MGM a vândut Treasure Island Hotel & Casino miliardarului și fostului proprietar a lui New Frontier, Phil Ruffin, pentru 750 de milioane de euro.

### MGM
În 1969, Kerkorian l-a numit pe James Thomas Aubrey, Jr. în calitate de președinte al MGM. Aubrey a făcut disponibilizări și a vândut mai multe suveniruri și articole de recuzită istorice, precum papucii de rubin ai lui Dorothy din Vrăjitorul din Oz, majoritatea platourilor de filmare exterioare din Culver City și operațiuni din străinătate, cum ar fi studioul britanic MGM din Borehamwood. Kerkorian a vândut sistemul de distribuție MGM în 1973, și, treptat, s-a distanțat de administrarea zilnică a studioului. El a fost, de asemenea, acționar minoritar la Columbia Pictures, dar și-a pierdut acțiunile după ce Departamentul de Justiție i-a intentat un proces antitrust din cauză că deținea acțiuni la două studiouri. În 1979, Kerkorian a emis o declarație, susținând că MGM a devenit în principal o companie hotelieră; cu toate acestea, el a reușit să extindă filmoteca și sistemul de producție al MGM achiziționând studiourile United Artists de la Transamerica în 1981. Cele două companii au fuzionat, purtând denumirea MGM/UA Entertainment Company. În 1986, el a vândut MGM-ul lui Ted Turner. După ce achiziția a fost realizată, Turner a vândut subsidiara United Artists înapoi lui Kerkorian, din cauza datoriilor mari create prin aceste tranzacții.
În 2005, Kerkorian a vândut încă o dată MGM unui consorțiu condus de Sony. El și-a păstrat 55% din acțiunile MGM Mirage.
Pe 22 noiembrie 2006, compania de investiții Tracinda a lui Kerkorian s-a oferit să cumpere 15 milioane de acțiuni din MGM Mirage pentru a-și crește cota de acțiuni în gigantului de pariuri de la 56.3% la 61,7%, în cazul aprobării ofertei.
În mai 2009, în urma finalizării unei tranzacții de acțiuni de un miliard de dolari, oferit de MGM Mirage, Kerkorian și Tracinda au devenit acționari minoritari, pierzând controlul companiei de jocuri de noroc, după ce cota de acțiuni deținute de ei a scăzut de la 53,8% la 39%.

### Industria auto
Implicarea lui în industria auto americană a început în 1995, când cu ajutorul fostului președinte și CEO al Chrysler, Lee Iacocca, Kerkorian a organizat o încercare de preluare de Chrysler Corporation. Planul nu i-a reușit, astfel că Kerkorian și-a vândut acțiunile de la Crysler în 1996. Doi ani mai târziu, Chrysler a fost achiziționată de producătorul german Daimler-Benz.
Kerkorian a deținut 9,9% din General Motors (GM). Potrivit relatărilor din presa de la 30 iunie 2006, Kerkorian a sugerat că Renault a achiziționat 20 de procente din GM pentru a salva General Motors-ul de sine. Pe 22 noiembrie 2006, Kerkorian a vândut 14 milioane de acțiuni din GM.
Pe 5 aprilie 2007, Kirk Kerkorian a făcut o ofertă de 4,58 de miliarde de dolari pentru Chrysler Group, subsidiara americană a Daimler-Chrysler.
Kerkorian a început să cumpere acțiuni în cadrul Ford Motor Company în aprilie 2008, și a cheltuit aproximativ 1 miliard de dolari pentru 6% din companiile acțiunii. Până în octombrie 2008, investiția și-a pierdut două treimi din valoarea sa, moment în care el a început să vândă. Tracinda a explicat, „având în vedere situația economică și condițiile de piață, el consideră mai sigure industria ospitalității, respectiv cea a jocurilor de noroc și industria petrolului și gazelor și, prin urmare, a decis să-și realoce resursele și să se concentreze pe acele industrii.”
Pe 21 octombrie, Tracinda a vândut 7,3 milioane de acțiuni ale Ford la un preț mediu de 2,43 $, și a declarat că intenționează să-și reducă participația la Ford la 6,1 %, suferind o potențială pierdere totală de peste jumătate de miliard de dolari. Kerkorian a vândut restul acțiunilor pe care le mai avea la Ford pe 29 decembrie 2008.

### Avere
Averea lui Kerkorian în anul 2008 era estimată la 16 miliarde de dolari, potrivit revistei Forbes, făcându-l cea de-a 41-a cea mai bogată persoană din lume și cel mai bogat om din California la acea vreme. Până în 2011, Kerkorian a fost printre cei mai afectați de recesiunea bursei, averea sa netă scăzând la 3,2 miliarde de dolari. În 2013, el se afla în același clasament Forbes abia pe poziția 412 cu o avere de 3,9 miliarde de dolari.

## Viața personală
Kerkorian dădea rar interviuri și apărea rar în public. „Kerkorian participă rareori la ședințele consiliului și nu ține discursuri. El este timid, dar este și un negociator dur. Cei care-l cunosc-l descrie nu ca pe un pustnic hughesian, dar ca o persoană blândă, amabilă, normal.”
Kerkorian a fost un pasionat jucător de tenis și a jucat în turnee cu jucători ca Lornie Kuhle și Alex Yemenidjian. Îi plăceau hainele scumpe (mai ales costumele personalizate făcute de designerul italian Brioni), dar conducea mașini relativ ieftine, cum ar fi un Pontiac Firebird, Jeep Grand Cherokee și un Ford Taurus.
Kerkorian a murit în Beverly Hills, California, pe data de 15 iunie 2015, la nouă zile după cea de-a 98-a aniversare.

### Familia
Kerkorian a fost căsătorit de trei ori, mai întâi cu Hilda Schmidt din 1942 până în 1952. Căsătoria cu următoarea sa soție, Jean Maree Hardy, a fost una de durată, care a ținut timp de treizeci de ani, din 1954 până în 1984. Cei doi s-au întâlnit în stațiunea Thunderbird din Las Vegas. Doamna Hardy, o dansatoare din Anglia, a călătorit prin lume ca instructor de dans. Din această căsătorie Kerkorian a avut două fiice, Tracy și Linda, numele lor combinate dând și numele holdingului deținut de Kerkorian, Tracinda Corporation, dar și a organizației caritabile Fundația Lincy. Deși a divorțat, au rămas prieteni apropiați.
A treia căsătorie a lui Kerkorian, cea cu jucătoarea de tenis Lisa Bonder din 1999, a fost una de scurtă durată, fiind urmată de divorț după numai o lună. Cei doi au semnat un contract prenupțial înainte de căsătorie.

### Fundația Lincy și activități filantropice
Kerkorian a avut o activitate filantropică prodigioasă, înființând fundația caritabilă The Lincy, numită după fiicele sale, Linda și Tracy, („Lin” de la Linda și „cy” de la Tracy). Chiar dacă a donat prin intermediul fundației, potrivit surselor, mai mult de un miliard de dolari, Kerkorian nu a dorit ca numele să-i fie menționat în cadrul acestora. Prin Fundația Lincy, Kerkorian a acoperit jumătate din costul autostrăzii de 80 de kilometri care făcea legătură între Armenia și Nagorno-Karabah. Kerkorian a vizitat Armenia pentru prima dată în 1998. În următorul deceniu, Fundația Lincy a finanțat proiecte de infrastructură în valoare de mai mult de 200 de milioane de dolari în țara strămoșilor săi. În 2005, Kerkorian a contribuit cu 60 de milioane de dolari pentru reconstruirea unor școli și străzi din Armenia. Fondurile Lincy au fost, de asemenea, utilizate pentru renovarea a numeroase muzee, teatre și săli de concert din Armenia.
Fundația Lincy a fost desființată în 2011, după 22 de ani de activități caritabile, anunțându-și încetarea operațiunilor pe 14 februarie 2011, după ce a donat ultimele 200 de milioane de dolari Universității din California, Los Angeles. Jumătate din sumă a fost alocată pentru cercetări medicală, burse și alte proiecte, în timp ce cealaltă jumătate a fost alocată pentru a crea „Dream Fund” pentru cauze caritabile din întreaga țară.